# المعازيب (حجة)

تعديل مصدري - تعديل

المعازيب هي إحدى قرى عزلة جبل عيان بمديرية حجة التابعة لمحافظة حجة، بلغ تعداد سكانها 198 نسمة حسب تعداد اليمن لعام 2004.